# كريستين غور
كريستين غور (بالإنجليزية: Kristin Gore) (و. 1977  م) هي كاتِبة، وروائية، وكاتبة سيناريو أمريكية، ولدت في كارثاغ.

## التعليم
تعلمت في جامعة هارفارد
.

## أعمال بارزة
من أهم أعمالها:
- فيوتشوراما.

## جوائز
حصلت على جوائز منها:

جائزة نقابة الكتاب الأمريكية

## وصلات خارجية
- كريستين غور على موقع IMDb (الإنجليزية)
- كريستين غور على موقع ألو سيني (الفرنسية)
- كريستين غور على موقع أول موفي (الإنجليزية)
- كريستين غور على موقع إن إن دي بي (الإنجليزية)
- كريستين غور على موقع قاعدة بيانات الفيلم (الإنجليزية)
- كريستين غور على موقع كينوبويسك (الروسية)